# Macrozamia serpentina
Macrozamia serpentina — вид голонасінних рослин класу саговникоподібні (Cycadopsida).

## Поширення, екологія
Країни поширення: Австралія (Квінсленд). Цей вид росте в рідколіссі й відкритому лісі зі змішаним трав'янистим і чагарниковим підліском на червоних суглинках.

## Загрози та охорона
Загрози не відомі.